# 卡杜納
卡杜納（英語：Kaduna）是尼日利亞中北部卡杜納州的首府，人口1,652,844，是鄰近農業地區的貿易中心和主要運輸樞紐，也是尼日利亞北部的工業中心，製造機械、鋼材、鋁材、石油等。建造于1913年。2009年9月，政府批准興建鐵路支線，連接首都阿布賈。